# Avenida 25 de Abril (Figueira da Foz)
Die Avenida 25 de Abril (dt.: Allee des 25. April) ist eine Küstenstraße im portugiesischen Strandort Figueira da Foz.

## Geschichte

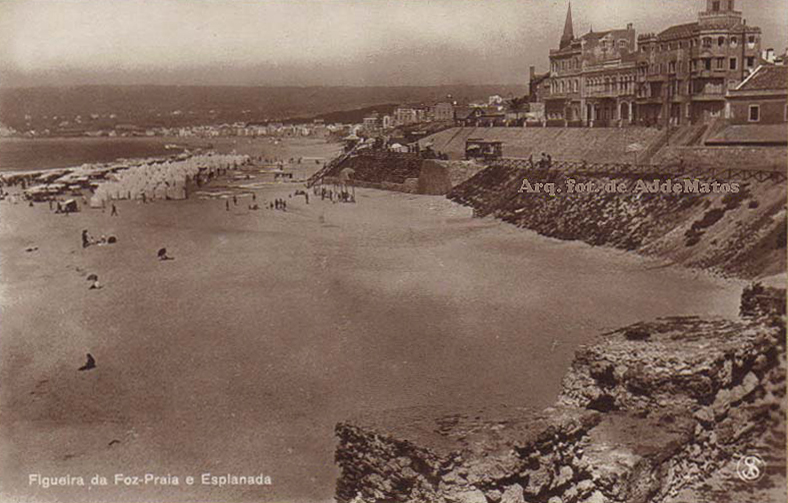
Das Gebiet der heutigen Avenida um 1880

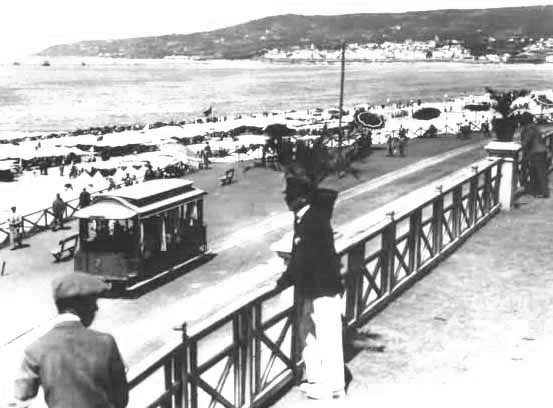
Pferdebahn und Strandleben auf dem Gebiet der heutigen Avenida (spätes 19. Jahrhundert)

Sie wurde im Rahmen des Neubaus und der Neuordnung des zentralen Strandabschnitts von Figueira Anfang der 1940er Jahre angelegt. Sie erhielt den Namen Avenida Dr. Oliveira Salazar, mit Bezug auf Diktator António de Oliveira Salazar. Ihr heutiger Name erinnert an den 25. April 1974, als mit der Nelkenrevolution das totalitäre Estado Novo-Regime in Portugal gestürzt wurde. In der Folge wurden weitgehend alle an Salazar erinnernden Namen in 25 de Abril umgetauft, mit der Lissabonner Brücke Ponte 25 de Abril als bekanntestem Beispiel.
Vor der Neuordnung des Gebietes, bei dem durch Landgewinn der Strand massiv verbreitert und u. a. Platz für die Avenida geschaffen wurde, war das Gebiet der heutigen Avenida durch Strandleben gekennzeichnet, u. a. verkehrte seit Mitte des 19. Jahrhunderts hier eine Pferdestraßenbahn.

## Lage

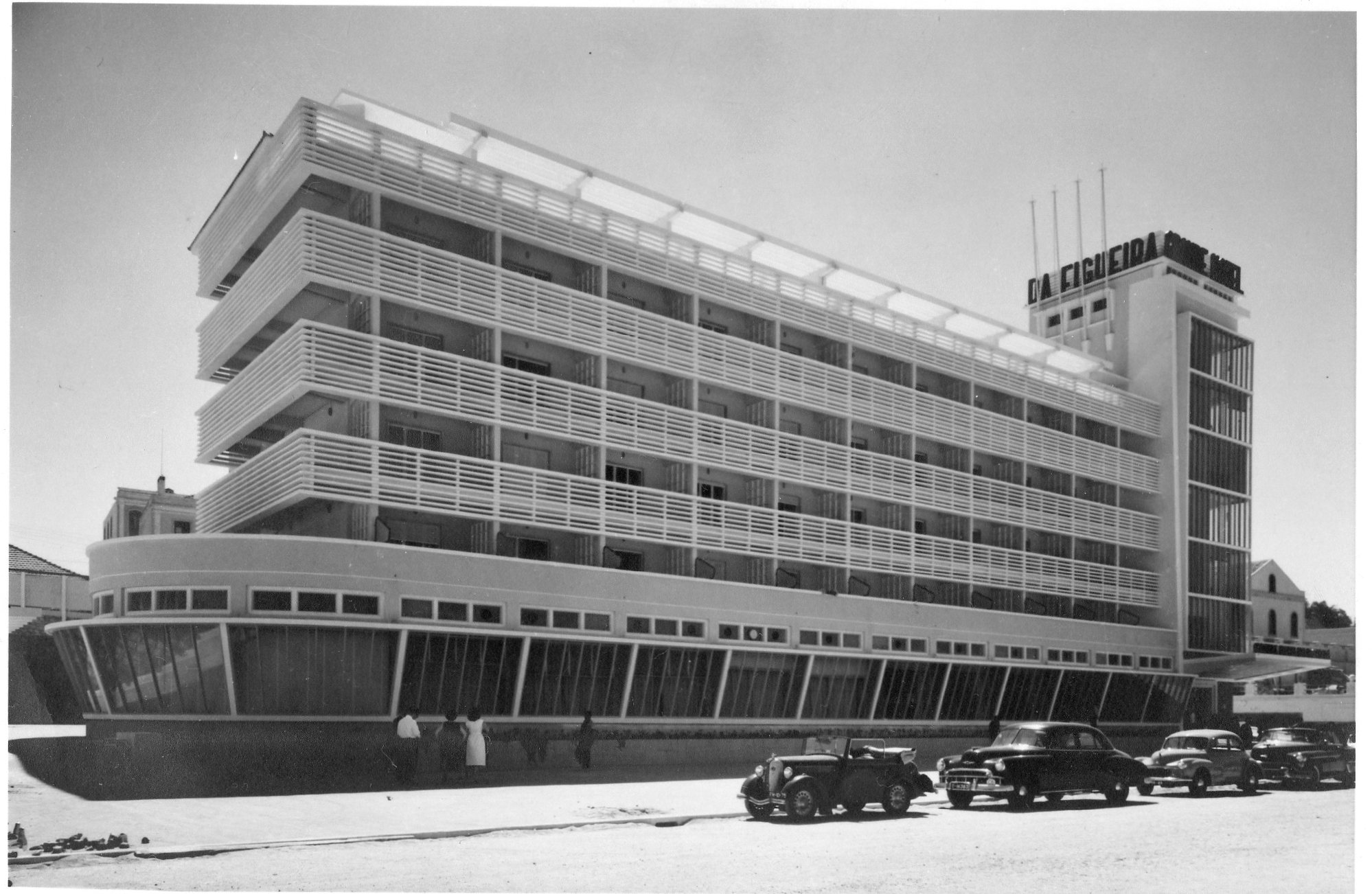
Das Grande Hotel da Figueira (heute Hotel Mercure Figueira da Foz), an der Avenida 25 de Abril (1950er Jahre)

Die im Alltag auch Marginal Oceânica oder nur Marginal (dt. etwa: Küstenstraße) genannte Straße beginnt, als Verlängerung der flusseinwärts verlaufenden Avenida de Espanha, etwa auf Höhe der Mündung des Mondego in den Atlantischen Ozean. Sie verläuft entlang des Stadtstrandes Praia da Claridade, bis zur Stadtgrenze zum Ort Buarcos, wo sie nahtlos in die Avenida do Brasil übergeht, welche dann ihrerseits weiter am Strand entlang verläuft, Richtung Cabo Mondego. Die Avenida ist von Palmen und Bäumen gesäumt, und ihre Gehwege sind mit portugiesischem Pflaster in maritimen Motiven ausgelegt. In Richtung Buarcos hin weitet sie sich zu einer breiten Promenade. Die stellenweise kompakt stehenden Gebäudereihen erinnern Besucher auf den ersten Blick gelegentlich an Orte des Massentourismus.
Die Avenida 25 de Abril trennt den nach Westen liegenden Strand von der dem Strand gegenüberliegenden Häuserfront, in der eine Reihe Hotels, Cafés, Restaurants, Büros (Einzelhandel, Autovermietung u. a.) und Wohneinheiten stehen. Zu den hervorzuhebenden Gebäuden gehören dabei der Hotelturm des heutigen Hotel Sweet Atlantic, das Grande Hotel da Figueira und sein angegliederter, über den Ladenlokalen liegender Piscina-Mar-Swimmingpool, und mit dem Uhrturm Torre do Relógio eines der Wahrzeichen der Stadt Figueira. Hinter dem Torre liegt auf der östlichen, dem Strand gegenüberliegenden Straßenseite, als Verlängerung der Häuserfront, die Esplanada Silva Guimarães, und den auf dieser stehenden Gebäuden, wie dem Castelo Engenheiro Silva u. a. Danach biegt sich die Häuserfront und die in die Avenida de Espanha übergehende Straße landeinwärts in einer Kurve, entlang der Einmündung des Flusses in den Ozean.

## Funktion
Mit ihrer Eröffnung wurde sie eine wichtige Durchgangsstraße. Diese Funktion ist jedoch seit den späten 1990er Jahren auf größere Umgehungsstraßen übergegangen, nachdem veränderte Verkehrsführungen sie in Zeiten zunehmenden Verkehrsaufkommens seit den frühen 1980er Jahren bereits zunehmend entlasteten. Heute dient sie dem lokalen Verkehr, dem Tourismus und gelegentlich als Veranstaltungsort. So ist die Avenida alljährlich mehrmals Schauplatz verschiedener Festivitäten, etwa beim Stadtfest São João am 24. Juni, zu Karneval, zu internationalen Folklorefestivals, Big-Band-Umzügen u. a. Ihre privilegierte Lage am Strand und der zeitweise glamouröse Ruf des Seebades Figueira brachten auch immer wieder besondere Veranstaltungen in die Avenida, etwa als Startetappe für Rallyes oder als Ort für überregionale Silvesterfeiern.